# ستيف ماك
ستيف مكوتشون (Steve McCutcheon) أو فقط ستيف ماك (Steve Mac)  من مواليد 15 يناير 1972, هو موسيقي وكاتب أغاني ومنتج بريطاني تعامل في مسيرته في كتابة الأغاني مع عدد هام من المغنين المعروفين أمثال شاكيرا ،ون دايركشن وديمي لوفاتو.

## روابط خارجية
- ستيف ماك على موقع IMDb (الإنجليزية)
- ستيف ماك على موقع ميوزك برينز (الإنجليزية)
- ستيف ماك على موقع ميوزك برينز (الإنجليزية)
- ستيف ماك على موقع أول ميوزيك (الإنجليزية)
- ستيف ماك على موقع ديسكوغز (الإنجليزية)
- ستيف ماك على موقع قاعدة بيانات الفيلم (الإنجليزية)